# Caesars Palace (hotel)
A Caesars Palace egy luxusszálloda és kaszinó Paradise városában, Nevada államban, az Egyesült Államokban. A hotel a Las Vegas Strip nyugati oldalán, a Bellagio és a The Mirage között helyezkedik el. Ez az egyik legnagyobb és legismertebb nevezetesség Las Vegasban.
Caesars Palace-t 1966-ban nyitotta meg Jay Sarno és Stanley Mallin, akik egy olyan fényűző létesítményt szerettek volna létrehozni, amely a vendégeknek a Római Birodalom korának hangulatát idézi fel. Az épületben számos szobor, oszlop és olyan ikonográfia található, amelyek tipikusak a hollywoodi római kori produkciókra, többek között egy 6,1 méter magas Augustus-szobor is az egyik bejáratnál. A Caesars Palace jelenleg a Vici Properties tulajdonában van, üzemeltetője pedig a Caesars Entertainment. 2016. július óta a hotel 3960 szobával és lakosztállyal, valamint több mint 28 000 négyzetméteres konferenciaközponttal rendelkezik, amelyek hat toronyban találhatók.
A hotel számos étteremmel rendelkezik. Kezdetektől fogva a Caesars Palace célja az volt, hogy a nagytétes játékosokat vonzza. A modern kaszinó létesítményei között megtalálhatók az asztali játékok, például a blackjack, craps, rulett, baccarat, Spanish 21, mini-baccarat, Pai Gow és Pai Gow póker. A kaszinó része továbbá egy 420 négyzetméteres éjjel-nappal nyitva tartó pókerszoba, valamint számos játékgép és videópóker automata is.
A szálloda élőzenei és sportesemények helyszíneként is működött. Az 1970-es évek végétől kezdve bokszmérkőzéseket rendeztek itt, emellett 1981 és 1982 között a Caesars Palace Grand Prix versenynek is otthont adott. Számos kiemelkedő előadó lépett fel a Caesars Palace-ban, köztük Frank Sinatra, Reba McEntire, Brooks & Dunn, Sammy Davis Jr., Teresa Teng, Dean Martin, Rod Stewart, Stevie Nicks, The Moody Blues, Céline Dion, Ike & Tina Turner, Shania Twain, Bette Midler, Cher, Elton John, Liberace, Diana Ross, Liza Minnelli, Julio Iglesias, Tony Bennett, Harry Belafonte, Judy Garland, Gloria Estefan, Janet Jackson, Mariah Carey, Sting, Matt Goss, Adele és Deana Martin.
A fő előadói helyszín a The Colosseum. A koncertterem 4296 férőhelyes, emellett egy 2086 négyzetméteres színpaddal rendelkezik. A színpadot 2003-ban kifejezetten Céline Dion A New Day… című műsorához építették. Dion 2007-es távozása után 2011. március 15-én tért vissza a Colosseumba új Celine című show-jával, amely szerződés szerint 2018. június 9-ig tartott, évi 65 előadással.

## Története

### 20. század

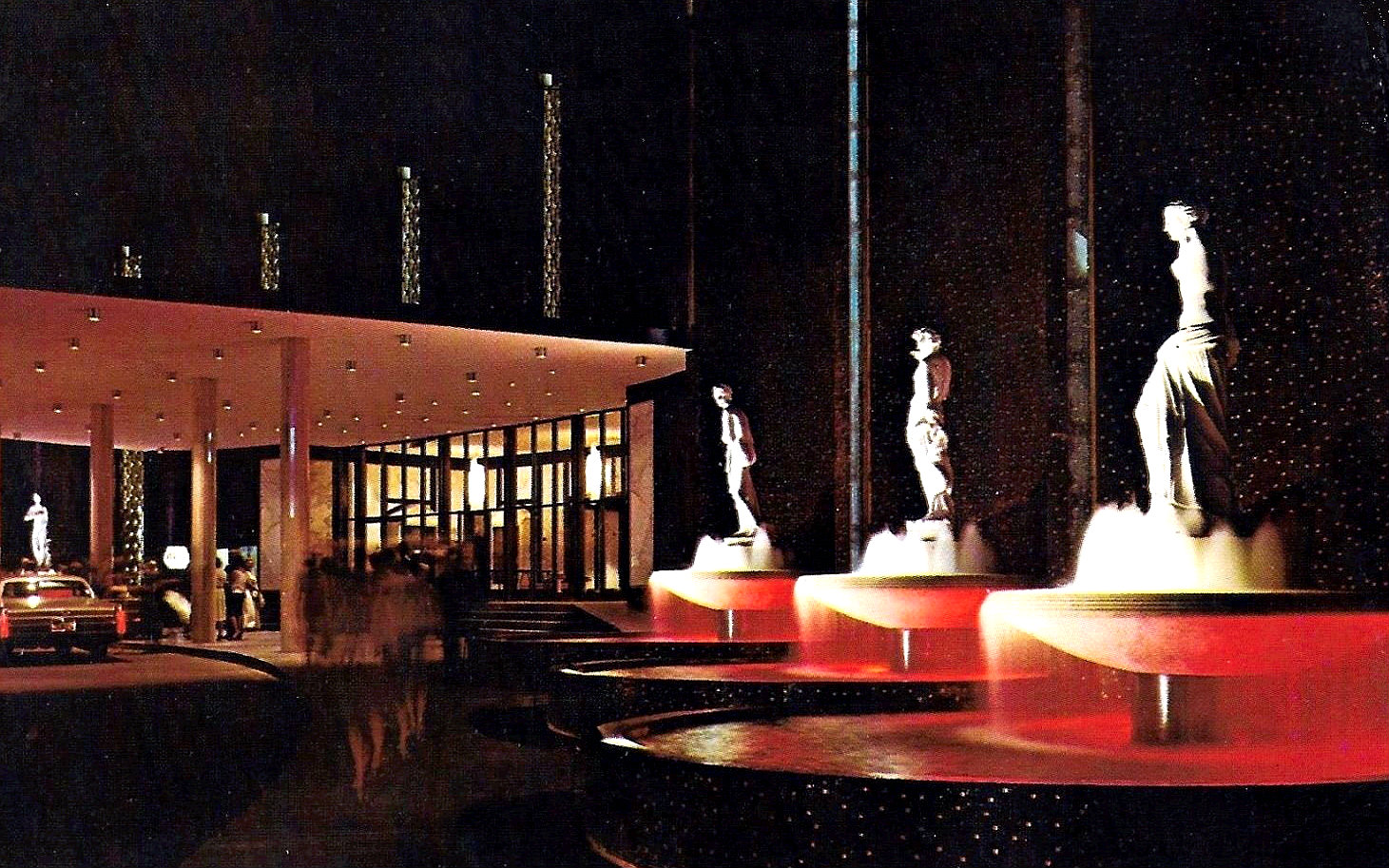
A Caesars Palace szökőkútjai 1970-ben

1962-ben Jay Sarno és Stanley Mallin, akik cabana típusú motelek tulajdonosai voltak, 10,6 millió dolláros kölcsönt kaptak a Teamsters Central States Pension Fund nevű nyugdíjalaptól. Ezután elkezdték tervezni egy hotel építését Kirk Kerkorian tulajdonában lévő földterületen. Sarno később a megépítendő hotel tervezőjeként is részt vett a projektben. Az ő víziója az volt, hogy a Római Birodalom korabeli életet idézze meg. A palota célja az volt, hogy olyan légkört teremtsen, amelyben minden vendég úgy érezheti magát, mintha Caesar lenne; ezért hiányzik az aposztróf a „Caesars Palace” névből, így a „Caesars” szó többes számú, nem pedig birtokos alak. A Caesars Palace kulcsszerepet játszott abban, hogy az 1960-as évek végétől egy új, fényűző kaszinó-korszak indult el. Az eredeti szállodát Melvin Grossman (1914–2003) tervezte, aki főként Miamiban dolgozott. A Caesars tervezése nagymértékben támaszkodott Grossman korábbi, 1962-es Palo Altó-i Cabaña Hoteljére. Alan Hess, építészeti író szerint: „Elég volt a Caesars Palace-nak egy pazar, klasszikus szoborgyűjtemény, valamint számos márványfehér oszlop, hogy megteremtse a témáját. A látogatók fantáziája – jól elhelyezett reklámkampányok kíséretében – kiegészítette a pompát.” Jefferson Graham azt írta, hogy az eredmény „a legcsicsásabb, legfurcsább, legdíszesebb és legtöbbet emlegetett üdülőhely volt, amit Vegas valaha látott. Emblémája egy telt keblű nő, aki szőlőt csepegtet egy hanyatt fekvő római férfi szájába, akit tóga, babérkoszorú és fallikus tőr ékesít.”
Az megnyitó ünnepséget 1966. augusztus 5-én tartották. Sarno és üzlettársa, Nate Jacobsen egymillió dollárt költöttek az eseményre. A költségek között szerepelt „a legnagyobb ukrán kaviár rendelés, amit valaha magánszervezet adott le”, két tonna bélszín, 140 kilogramm marylandi rákhús és 50 000 pohár pezsgő. A koktélos pincérnők görög-római parókában fogadták a vendégeket, és így köszöntötték őket: „Üdvözöljük a Caesars Palace-ban, én vagyok a szolgája”. A megnyitón többek között Andy Williams és Phil Richards lépett fel. Ovid Demaris író szerint a Caesars Palace „a kezdetektől fogva a maffia irányítása alatt álló kaszinó volt”. Amikor a szálloda megnyílt, a jelentős reklámkampánynak köszönhetően már 42 millió dollárnyi előfoglalás érkezett.
1967. december 31-én Evel Knievel kaszkadőr egy bokszmeccsre érkezett a szállodába, és meggyőzte Sarnót arról, hogy át tudja ugrani a szökőkutak fölött húzódó, 43 méteres távot. Az ABC televízió a helyszínre érkezett, hogy rögzítse az ugrást, amelynek során Knievel a landolás után nekiütközött a biztonsági rámpa tetejének, és a szomszédos Dunes parkolójában ért földet. Medencéje és több csontja eltört, agyrázkódást is szenvedett, és 29 napig eszméletlenül feküdt kómában a kórházban, mielőtt felépült volna. 1989. április 14-én Knievel fia, Robbie sikeresen végrehajtotta az ugrást.
Az első kaszinó a szállodában a Circus Circus nevet viselte. Az volt a cél, hogy ez legyen a világ legélénkebb és legdrágább kaszinója, amely világszerte elit szerencsejátékosokat vonz. 1969-ben egy szövetségi szervezett bűnözés elleni munkacsoport azzal vádolta meg a kaszinó pénzügyi vezetőjét, Jerome Zarowitzot, hogy kapcsolatban áll New York-i és Új-Anglia-i szervezett bűnözőkkel. Bár Zarowitz ellen sosem emeltek vádat, a munkacsoport nyomást gyakorolt Sarnóra és többi befektetőjére, hogy adják el a kaszinót. Ez ahhoz vezetett, hogy azt Stuart és Clifford S. Perlman, a Lum’s étteremlánc tulajdonosai vásárolták meg 60 millió dollárért. A cég ezután hamarosan megszabadult éttermi érdekeltségeitől, és felvette a Caesars World nevet. Ugyanazon év július 15-én a vezetők letették a szálloda bővítésének alapkövét, és egy időkapszulát is elhelyeztek a területen.

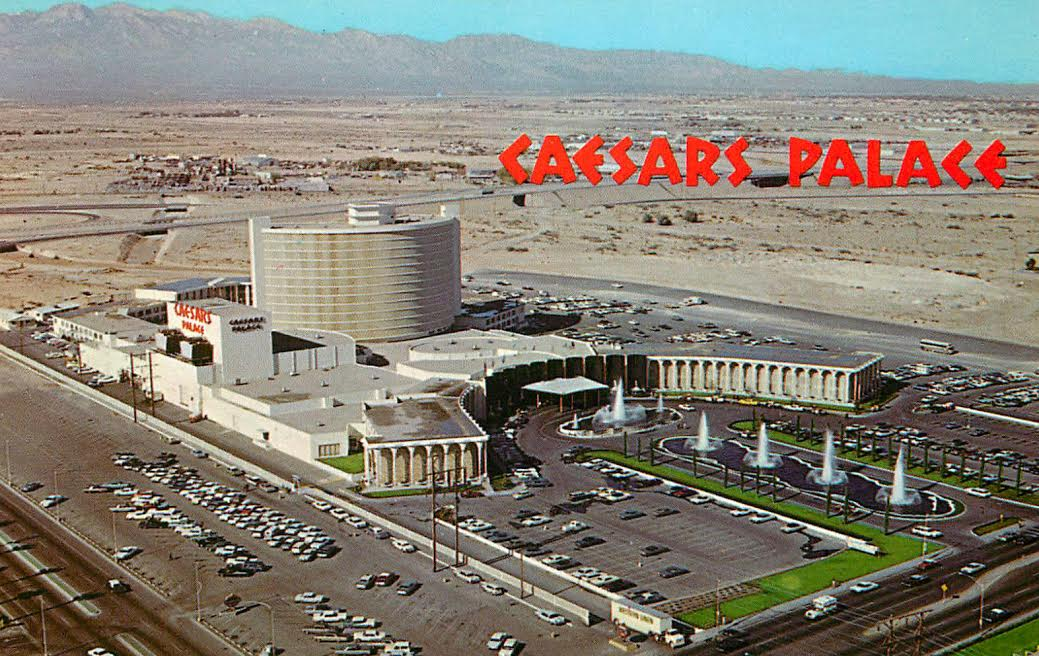
A Caesars Palace 1970-ben

Frank Sinatra 1967-től kezdve lépett fel a Caesars Palace-ban, miután összekülönbözött Howard Hughes-szal és Carl Cohennel a The Sands-nél. Hároméves szerződést írt alá. 1970. szeptember 6-án hajnalban Sinatra magas tétekben baccarat-ot játszott a kaszinóban, amely akkoriban fellépéseinek helyszíne volt. A játék szokásos tétlimitje kézenként 2000 dollár volt; Sinatra viszont 8000 dolláros téteken játszott, és azt kérte, emeljék 16 000 dollárra a határt. Miután kérelmét elutasították, hangosan követelni kezdte a magasabb tétet, mire a szálloda egyik vezetője, Sanford Waterman odament hozzá. A tanúk szerint a két férfi kölcsönösen fenyegette egymást, és Waterman előhúzott egy fegyvert, amelyet Sinatra felé szegezett. Sinatra elhagyta a kaszinót, és visszatért palm springs-i otthonába, anélkül hogy teljesítette volna háromhetes szerződésének hátralévő előadásait. Waterman ellen halálos fegyverrel elkövetett támadás miatt eljárást indítottak, de óvadék nélkül szabadon engedték. A helyi ügyészség végül nem emelt vádat Waterman ellen, mivel Sinatra nem tett hivatalos bejelentést az esettel kapcsolatban. Annak ellenére, hogy kijelentette: soha többé nem lép fel a Caesars Palace-ban, visszatért 1974 januári visszavonulása után, és az évtized során gyakori fellépője lett a kaszinónak. 1977 januárjában, amikor anyja, Dolly repülőgép-balesetben életét vesztette, éppen a Caesars-ban koncertezett. 1979-ben, 40 éves pályafutása és 64. születésnapja alkalmából a hotelben rendezett ünnepségen átvehette a Grammy Trustees Award-díjat is. Amikor 1981-ben a Nevada Gaming Commission visszaadta Sinatra játékengedélyét, a Caesars Palace szórakoztatási- és PR-tanácsadója lett, 20 000 dolláros heti fizetéssel.
1971-ben mintegy 1500 fekete amerikai jogvédő aktivista rohanta meg a hotelt egy tiltakozó akció során. A National Welfare Rights Organization (Nemzeti Jóléti Jogok Szervezete) is részt vett ebben, egy olyan „koalíció” tagjaként, amelyet segélyezett anyák, jogvédő ügyvédek, radikális papok és apácák, polgárjogi vezetők, filmsztárok és háziasszonyok alkottak. Öt évvel később, 1976 tavaszán több száz fekete amerikai dolgozó sztrájkolt a szállodában – ez volt az első jelentős munkabeszüntetés Las Vegas történetében. A hotel és a kaszinó bejáratait eltorlaszolták, és a munkabeszüntetés révén a szálloda több millió dolláros veszteséget szenvedett, beleértve egy félmillió dollár értékű lemondást is. 1973-ban a Del Webb vállalatnak adtak megbízást, hogy a Palace szomszédságában egy 8 millió dolláros, 16 emeletes épületet húzzon fel.
1979-ben a szálloda két- és háromemeletes részeit lebontották, hogy helyet biztosítsanak az Omnimax Színháznak (1979–2000), amelyet egy erre a célra épített geodéziai kupolában helyeztek el azon a területen, ahol ma a Colosseum Színház található. Ugyanebben az évben egy mozgójárdát (people mover) is kialakítottak.
1981-ben tűz ütött ki a szállodában, amelynek következtében 16 embert kórházba szállítottak. Ugyanebben az évben a Perlman testvérek eladták részesedésüket a Caesars World vállalatban, miután megpróbáltak szerencsejáték-engedélyt szerezni egy atlantic city-i kaszinóhoz, New Jersey államban. A New Jersey Casinófelügyeleti Bizottság (Casino Control Commission) azzal vádolta a testvéreket, hogy üzleti kapcsolatban álltak olyan személyekkel, akiknek szervezett bűnözői kapcsolataik voltak.
Az 1990-es években a szálloda vezetése arra törekedett, hogy látványosabb szolgáltatásokat és élményeket hozzon létre, ezzel is felvéve a versenyt a Las Vegasban megjelenő újabb, modern fejlesztésekkel. A Forum Shops at Caesars 1992-ben nyílt meg; ez volt az egyik első olyan helyszín a városban, ahol a vásárlás – különösen a neves divatházak luxusüzleteiben – önmagában is fő vonzerővé vált.

### 21. század

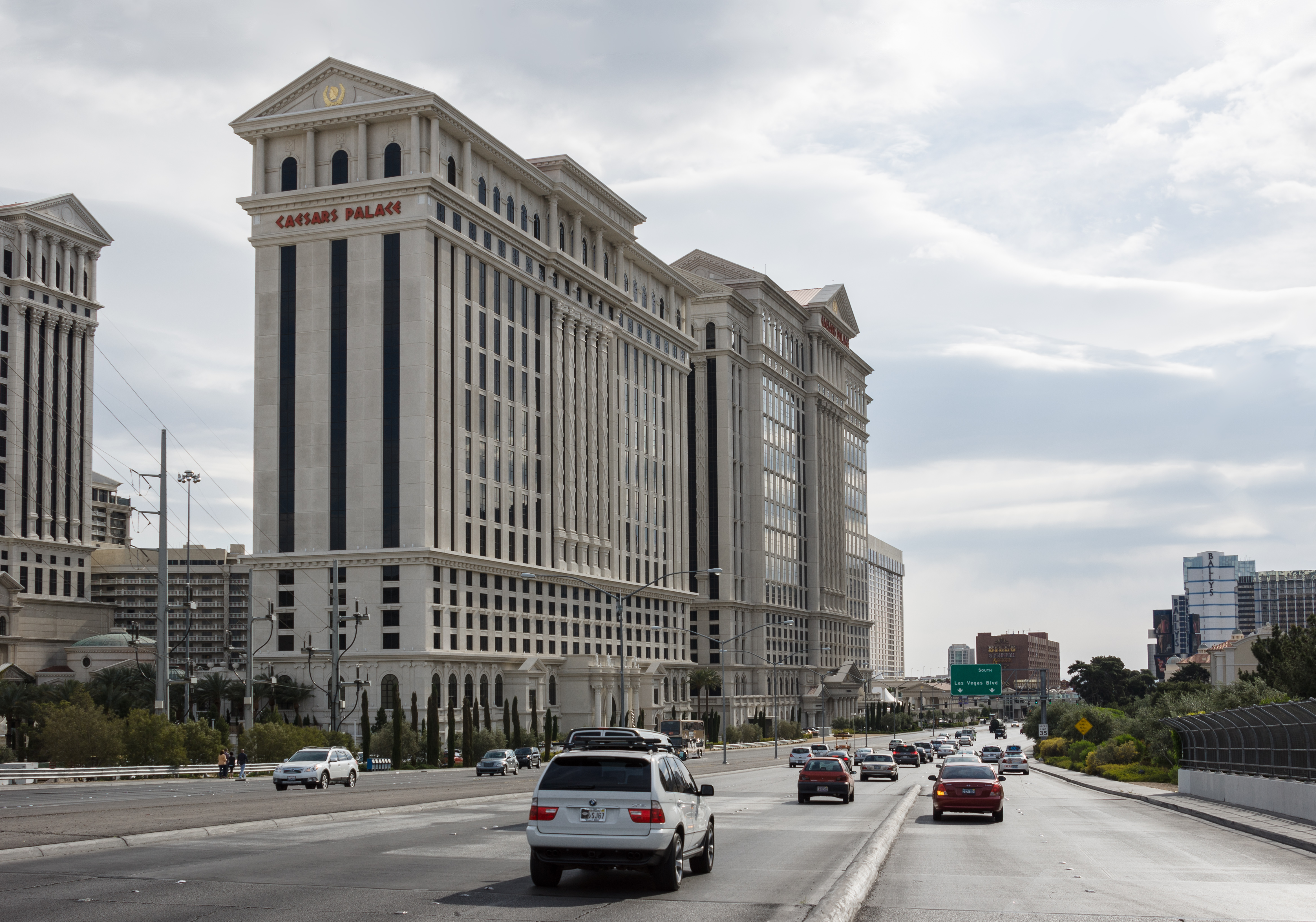
A hotel a Flamingo Road felől 2012-ben

A Forum Shops bővítése 2004. október 22-én nyílt meg. 2005 júniusában a Harrah’s Entertainment felvásárolta a Caesars Entertainment, Inc.-t, és ezzel a Caesars Palace tulajdonosává vált. A Harrah’s 2010-ben a saját nevét is Caesars Entertainment-re változtatta, hogy kihasználja a Caesars márka presztízsét.
2010-ben a Caesars Palace-t a Nevada Gaming Commission 250 000 dollárra büntette, mivel engedélyezték, hogy egy nagy tétű baccarat játékos a játék közben az asztalon táncoljon. 2015 szeptemberében a Caesars Palace megállapodást kötött az Egyesült Államok Pénzügyminisztériumának Financial Crimes Enforcement Network (FinCEN) nevű szervezetével, hogy 8 millió dolláros pénzbírságot fizet a Bank Secrecy Act megsértése miatt.
2017 októberében a Caesars Palace tulajdonjoga átszállt a Vici Properties vállalathoz egy vállalati kiválás (spin-off) részeként; a Vici ezt követően visszabérelte az ingatlant a Caesars Entertainment számára, kezdetben évi 165 millió dolláros bérleti díjért.
A Covid19-világjárvány idején a kaszinót 2020. március 17-én bezárták. Néhány hónappal később, június 4-én nyitották meg újra. Bizonyos részei azonban továbbra is zárva maradtak, például a butikhotel és az éttermi büfé. A Nobu Hotel júliusban, egy hónappal a kaszinó újranyitása után kezdte meg ismét működését. A Bacchanal Buffet a következő évben, 2021. május 20-án nyílt meg újra, egy 2,4 millió dolláros felújítást követően. Az előadások is újraindultak: 2023-ban számos világsztár, köztük Adele, Jerry Seinfeld, Sting és Rod Stewart is bejelentette, hogy koncertrezidenciát vállal a Caesars Palace-ban.

## Építészet

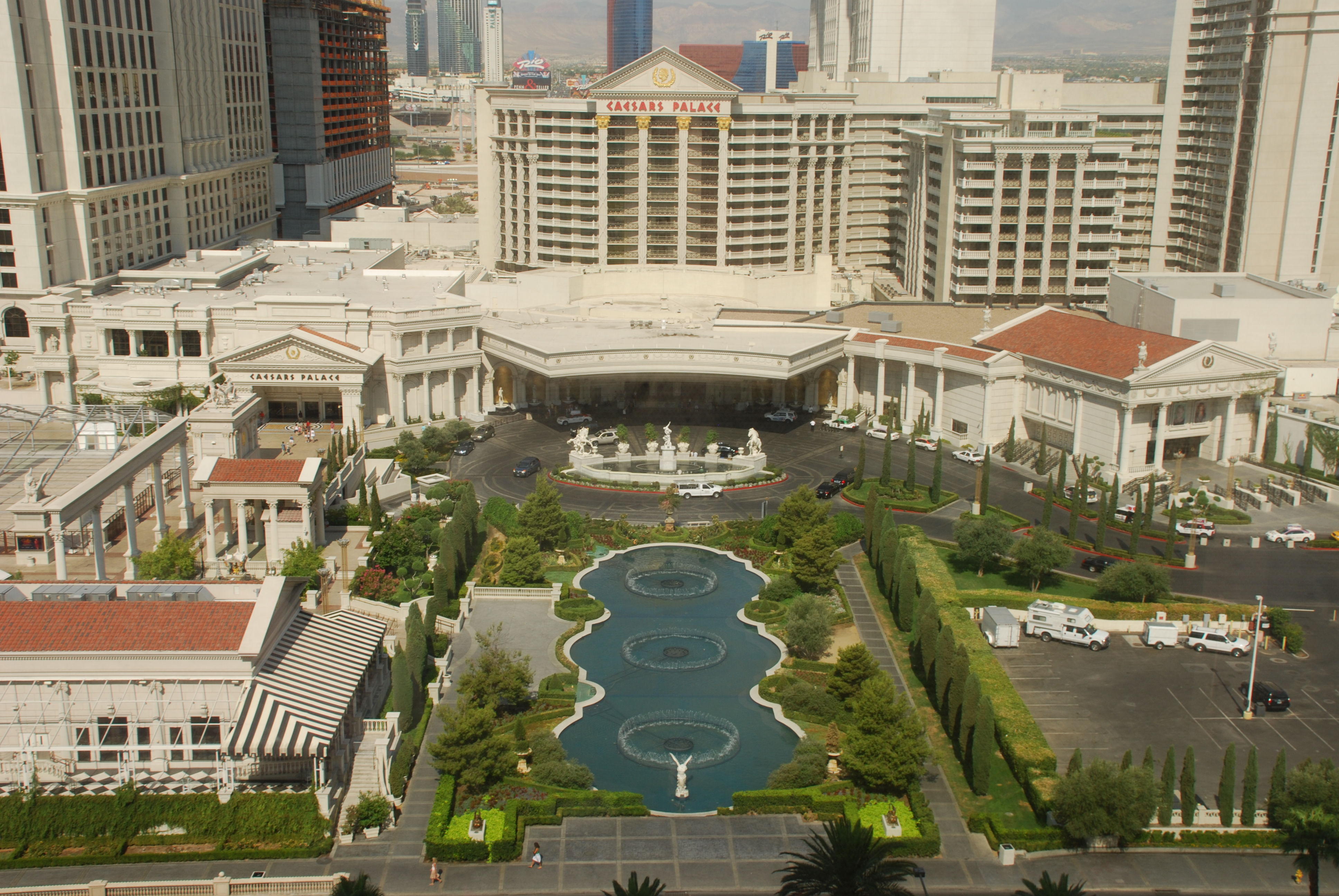
A Caesars Palace elülső része 2008-ban

Jeff Campbell, a Lonely Planet írója szerint a szálloda „tipikusan Las Vegas-i”, egy „görög-római fantáziavilág, amelyben klasszikus szobrok márványból készült másolatai találhatók”. Az art déco stílus, amelyet egyértelműen áthatnak a hollywoodi történelmi filmek hatásai, uralja a dizájnt. A 14 emeletes Caesars Palace szálloda építése a 13,8 hektáros területen 1965-ben kezdődött, és 1966-ban nyitott meg. A Dunes Hotel mellett, a Desert Inn-nel szemben helyezkedett el. Az eredeti hotelhez ciprusfákkal szegélyezett sétányok és márványoszlopok tartoztak, 270 méter hosszú utcafronton, míg az épület maga 145 méterre hátrább volt elhelyezve az úttól. A parkoló legfeljebb 1300 autó befogadására volt alkalmas.
A víz jelentős szerepet kap, hiszen legalább 18 szökőkút működik a területen – a kaszinó-üdülőhely évente több mint 900 millió liter vizet használ el. A bejárathoz vezető felhajtón egy 6,1 méter magas Julius Caesar-szobor áll, aki éppen taxit int le, továbbá a „Szabin nők elrablása” szoborcsoport másolata, valamint Vénusz és Dávid szobrai fogadják az érkező vendégeket. A bejárat közelében egy négyarcú, nyolckarú Brahma-szentély található, amely négy tonnát nyom. Az ott található felirat szerint Bangkokban (Thaiföld) készült, és 1983. november 25-én tartották az öntési ünnepséget. Egy több millió dolláros értékű, a főbejáratot érintő felújítás 2021 júliusában kezdődött, és hét hónappal később fejeződött be. Az újjáépített rész egy kupolás mennyezetet és egy 4,5 méter magas Augustus-szobrot is tartalmaz.

### Külső megjelenés

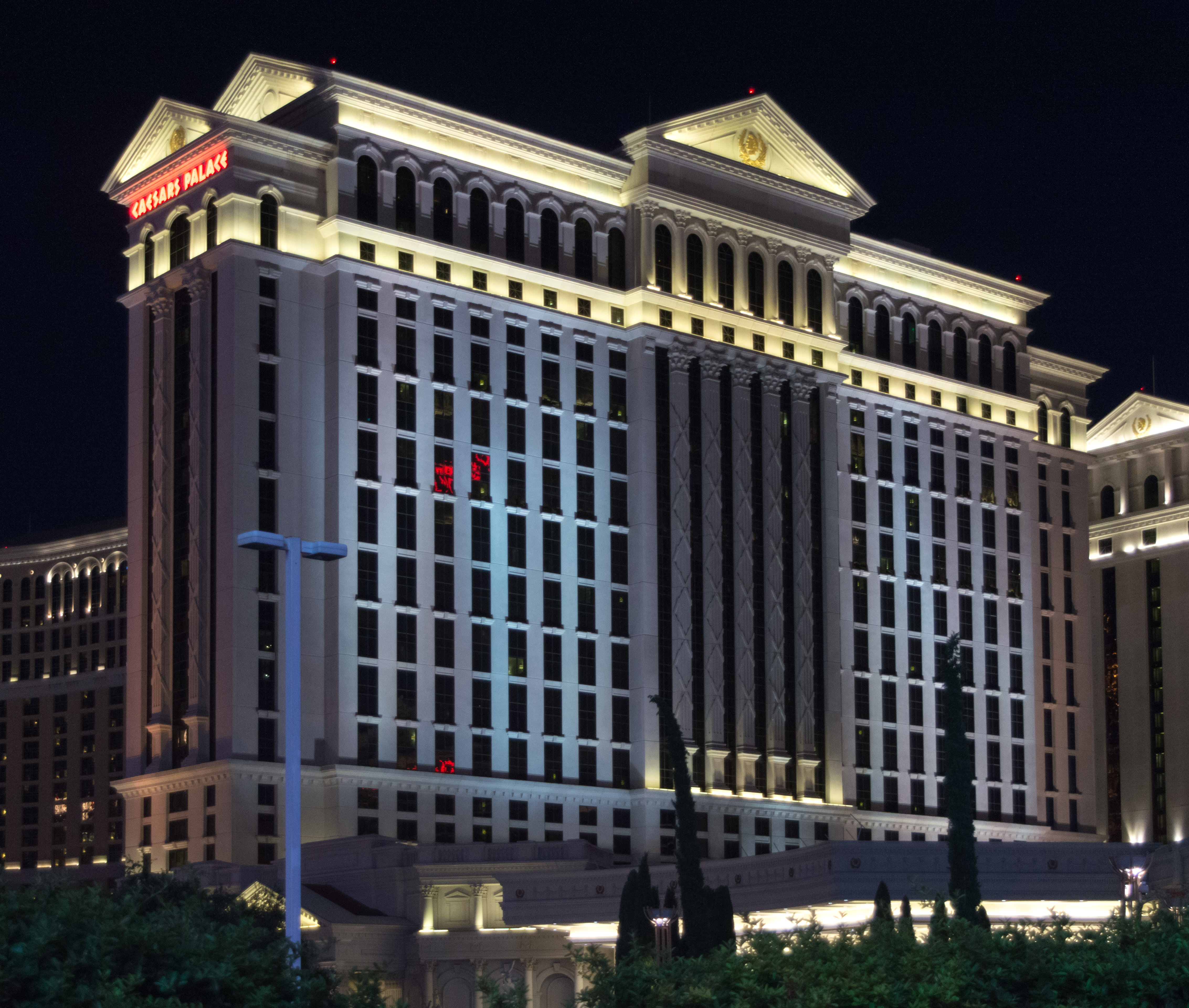
Az Augustus Tower 2015-ben

Egy 75 millió dolláros felújítás keretében a szálloda eredeti, 1966-ban épült és 1974-ben kibővített Roman Tower-ét 2016 januárjára újították fel teljesen. A 14 emeletes tornyot korábban, 2001-ben már renoválták, de a legutóbbi átalakítás során további 20 szobával bővült, így összesen 587 szoba és lakosztály található benne, valamint átnevezték Julius Tower-re. Az Entertainment Close-Up arról írt, hogy a Julius Tower a „Caesars Palace 1 milliárd dolláros beruházásának legújabb eleme, amely azt hivatott bebiztosítani, hogy a Caesars Palace legyen a Las Vegas Strip központjának első számú üdülőhelye”. A Nobu Tower (korábban Centurion Tower) szintén egy 14 emeletes torny, amelyet 1970-ben építettek fel 4,2 millió dollárból. 2011-ben bejelentették, hogy ezt a tornyot is felújítják és átnevezik Nobu Tower-re, amely egyúttal az első olyan Nobu Hotel lesz, ahol étterem is működik. A Nobu Hotel átalakítására 2021-ben került sor.
A Forum Tower szobái 1979-ben nyíltak meg. A Palace Tower 1997-ben készült el, és hűen tükrözi a szálloda görög-római témáját: homlokzatán vájatolt és korinthoszi oszlopok, timpanonok láthatók, belső tereiben pedig szökőkutak és szobrok találhatók szétszórva.
Az Augustus-torony tervezése 2003-ban kezdődött, és 2004-ben véglegesítették a Bergman Walls Associates építésziroda közreműködésével. Az összesen 289 millió dollárba kerülő bővítés részeként egy 26 emeletes, 105 méter magas torony épült, valamint új konferencia- és rendezvénytermekkel is bővült a szállodakomplexum. Az Augustus-torony 2005-ben nyílt meg 949 szobával, melyeket a komplexum többi részéhez képest is magasabb luxusszintre és kifinomultabb szolgáltatásokra terveztek. Az Octavius-torony 2012 januárjában nyílt meg, 668 szobával, az üdülőhely 860 millió dolláros bővítésének részeként. Ez a torony osztozik az előcsarnokon (lobby) az Augustus-toronnyal, és egyetlen elegáns komplexumként szolgálja ki a vendégeket. A Caesars Palace medencéi a római fürdők mintájára készültek, klasszikus elemekkel és elrendezéssel, így idézve meg az ókori luxust és pihenést.

### The Forum Shops at Caesars

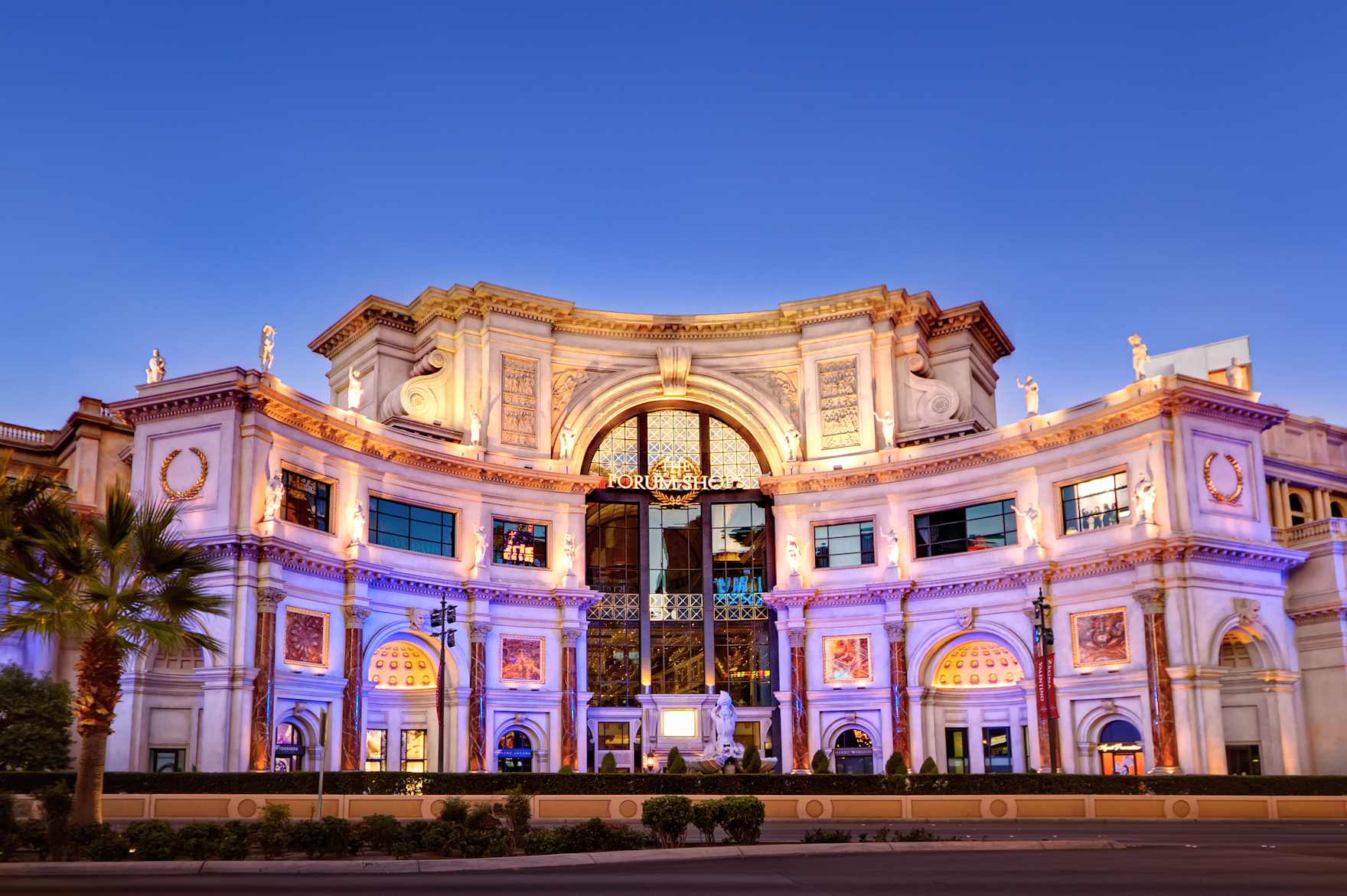
A The Forum Shops 2011-ben

A Forum Shops at Caesars, amelyet „The Forum” néven is ismernek, egy 59 100 négyzetméteres bevásárlóközpont, amelyet 1992-ben építettek a fő szálloda és kaszinó bővítéseként.
A bevásárlóközpontban spirál alakú mozgólépcsők kaptak helyet. Emellett a komplexumban számos híres szökőkút hiteles másolata is megtalálható. A Fall of Atlantis (Atlantisz bukása) szökőkút különleges látványosságnak számít: kifejezetten a mitikus Atlantisz történetét meséli el speciális effektek és 2,7 méter magas animatronikus figurák segítségével.
Számos elegáns butik, például a Cartier, Chanel, Calvin Klein, Dior, Emporio Armani, Gucci, Ted Baker, Tiffany & Co., Valentino és Versace is megtalálható itt, ennek köszönhetően a Forum Shops az Egyesült Államok legnagyobb bevételt termelő bevásárlóközpontja – egy négyzetlábnyi területre jutó forgalma még a Beverly Hills-i Rodeo Drive-ot is meghaladja. A bevásárlóközpont 1992-ben 26000 négyzetméteren nyílt meg, majd 1997-ben újabb 46 000 négyzetméterrel bővítették. Egy harmadik bővítés, amely 2002-ben indult el, további 18 500 négyzetméterrel gyarapította az ingatlant. A Forum Shops ingatlant gyakran Las Vegas legértékesebb kereskedelmi területeként tartják számon.

### Belső tér
Az eredeti szállodatorony 680 szobával rendelkezett, ezek mindegyikében egy faltól a mennyezetig tükrözött fal kapott helyet. A hotelhez tartozott egy 800 férőhelyes színházétterem és három nyilvános étkezőhelyiség, két fitneszklub, egy gourmet terem, egy legfeljebb 2000 fő befogadására alkalmas konferenciaterem, valamint húsz különálló terem és bizottsági szoba, így összesen akár 5000 főt is ki tudtak szolgálni. Az enteriőr kialakításához márványt importáltak Olaszországból, rózsafát Brazíliából, a helyszín egészében pedig aranylevelet használtak díszítésként.
2015-ben a Caesars Palace szállodának 3960 szobája és lakosztálya volt, amelyek hat toronyban helyezkednek el. A szálloda a hagyományos szobákon és lakosztályokon felül penthouse lakosztályokat, valamint 14 villalakosztályt is kínál, amelyeket neves rómaiakról neveztek el. Számos római szobrot importáltak Firenzéből, Olaszországból; ezek értéke meghaladja a 150 000 dollárt. Julius Caesar, valamint olyan császárok, mint Augustus és Nero szobrai különösen gyakoriak a szállodában. Augustus császárt többféleképpen is megjelenítik az épületben, köztük két Prima Porta-i Augustus-másolattal. Margaret Malamud író kiemeli az ellentétet Augustus „komoly és jámbor alakja” (az Olympic Lounge-ban látható szobor) és a hozzá párosított „Nero szobor lanttal” között. Fortuna istennőről egy 7,6 méter magas szobor található a hotelben. A belső tér egyik kiemelkedő darabja Michelangelo korai 16. századi remekművének, a Dávidnak egy pontos mása, mely 5,5 méter magas és több mint kilenc tonnát nyom.
Melanie Stimmell egy elismert képzőművész, aki Las Vegasban él és dolgozik, legismertebb lenyűgöző festményeiről és falfestményeiről. 2021-ben felkérést kapott arra, hogy megfesse az új előcsarnok mennyezetét a Caesars Palace-ban.

### Caesars Forum és szerencsejáték-létesítmények

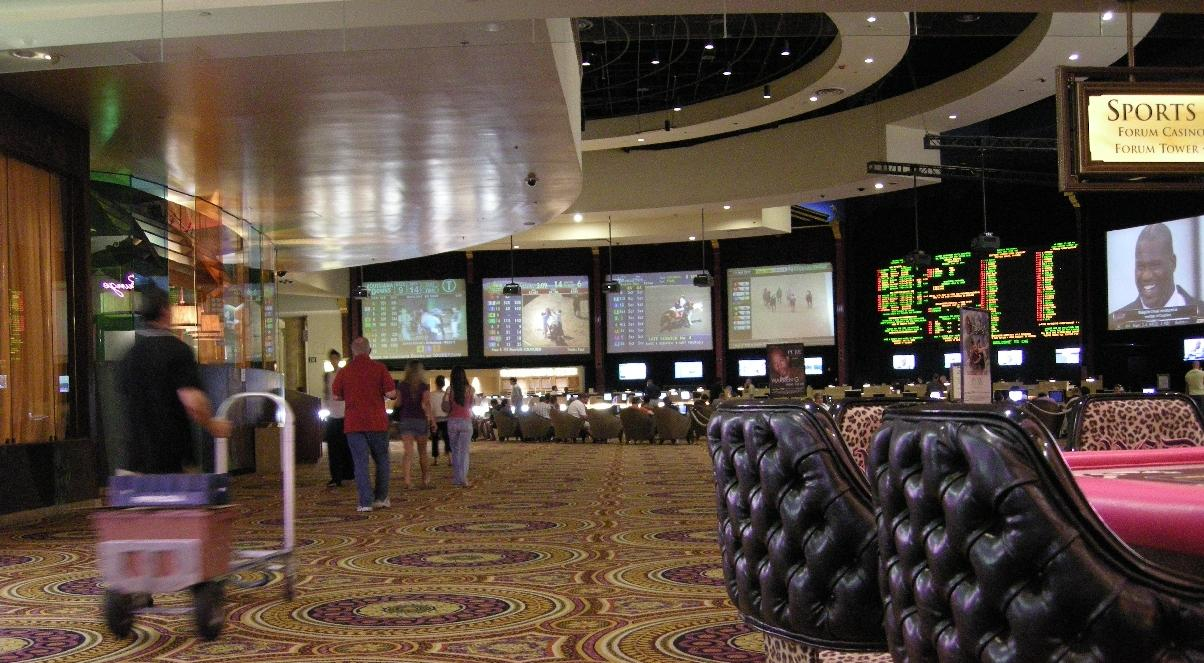
A Race & Sports Book irányába tekintve, 2009-ben

A Caesars Forum a szálloda eredeti kaszinója, amely 1966-ban nyílt meg, 30 játékasztallal és 250 játékgéppel. Az enteriőrt 20 darab fekete olasz márványoszlop díszíti, fehér márvány és aranylevél szegélyekkel. A frízek és szobrok római hódításokat ábrázolnak, a nőalakok motívumai gyakoriak. A kaszinó közepén egy díszes, lapos kupola található, mennyezetén pedig egy „óriási, római medál alakú csillár”, amelyet 100 000 kézzel készített és csiszolt kristályból állítottak össze. Ez a csillár a megnyitáskor állítólag világrekordot jelentett, mint a világ legnagyobb kristály mennyezeti lámpája. 2005-ben a felszolgálók még mindig ugyanazt az egyenruhát viselték, amelyet Jay Sarno tervezett: fehér, vállat szabadon hagyó mini-tunika magas sarkú római szandállal.
A modern kaszinó létesítményei között megtalálhatók az olyan asztali játékok, mint a blackjack, craps, rulett, baccarat, Spanish 21, mini-baccarat, Pai Gow és Pai Gow póker. A Caesars Palace 420 négyzetméteres éjjel-nappal nyitva tartó pókerszobája jelenleg a játékterem központjában helyezkedik el a The Colosseum és a Race & Sports Book (ahol lóversenyekre és sporteseményekre lehet fogadni) között. Ez a helyiség 2014 júniusában költözött át ide, amikor a Pure Nightclub bővítése során átvette a korábbi helyet. 2015 decemberében a pókerszobában 16 asztal várta a játékosokat, ingyenes Wi-Fi-vel és USB-töltőkkel felszerelve. A kaszinó sokféle játékgépet kínál: hagyományos nyerőgépek, videó tárcsás gépek, videópóker, videó-blackjack és videókenó. A tétek 1 centre (1¢) indulnak, a maximum akár 500 dollár is lehet. Egy író megjegyezte, hogy a kaszinóban a sötétség és a zárt tér, valamint a természetes fény teljes hiánya elbizonytalanítja a látogatót térben és időben, így „könnyű elveszíteni az időérzékelést és azt, hogy hol is vagyunk éppen”.

## Szórakoztatás

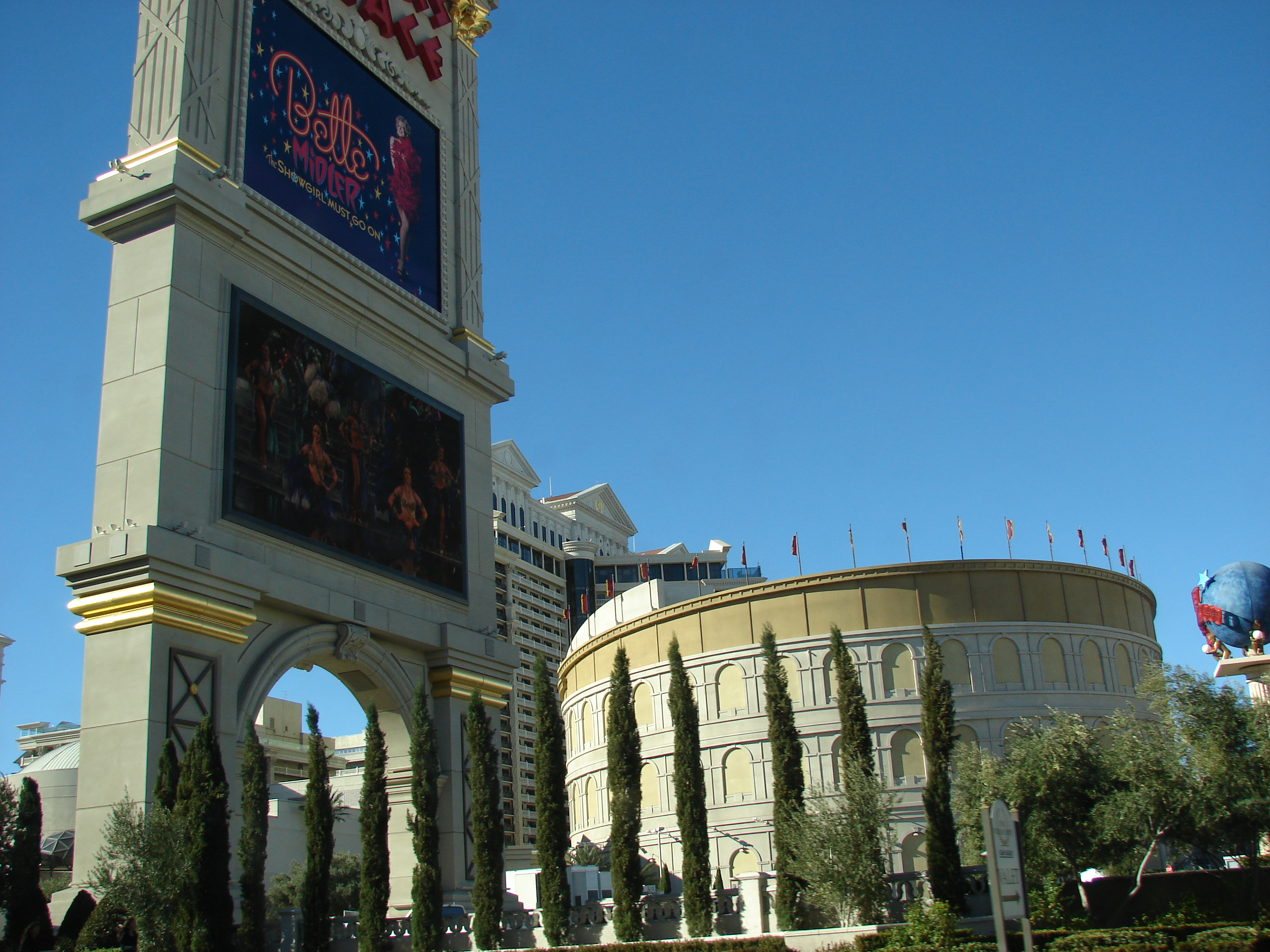
A Colosseum külső része 2007-ben

Sok nemzetközi előadó lépett fel a hotelben, többek között Frank Sinatra, Sammy Davis Jr., Rod Stewart, Céline Dion, Cher, Bette Midler, Liberace, Liza Minnelli, Elton John, George Burns, Pat Cooper, Diana Ross, Teresa Teng, Paul Anka, Julio Iglesias, Judy Garland, David Copperfield, Stevie Nicks, Dolly Parton, Tony Bennett, Steve and Eydie, Gloria Estefan, Phyllis Diller, Luis Miguel, Ike & Tina Turner, Janet Jackson, Shania Twain, Jerry Seinfeld, Harry Belafonte, Louie Anderson, Ricky Martin, Mariah Carey, Deana Martin, B.B. King, The Moody Blues, Pilita Corrales, Matt Goss és Adele. 1996 közepén a területen létrehoztak egy új helyszínt „Caesars Magical Empire” néven, ahol olyan bűvészek léptek fel, mint Michael Ammar, Jon Armstrong, Lee Asher, Whit Haydn, Jeff "Magnus" McBride és Alain Nu. Az „Empire” 2002. november 30-án bezárt, majd az épületet lebontották, hogy helyet adjanak egy nagy koncertteremnek, amelyet Céline Dion számára hoztak létre. A Caesars Palace Colosseuma egy 4296 férőhelyes szórakoztató helyszín egy 2086 négyzetméteres színpaddal, amelyet eredetileg 95 millió dollárból építettek 2003-ban Céline Dion A New Day... című műsorához. A sikeres előadás átlagosan majdnem 175 000 dollárt hozott éjszakánként, és négy év alatt 500 millió dollár bevételt termelt. Azóta számos más művész is fellépett itt. Gloria Estefan 2003 októberében különleges, hét napos koncertet adott az Unwrapped című albumának bemutatójára, amely a Live & Unwrapped címet viselte. 2007 májusában bejelentették, hogy Bette Midler veszi át hivatalosan Dion helyét, évente 100 előadással, miközben Elton John továbbra is évente 50 alkalommal játszotta népszerű Red Piano műsorát, amíg Midler szünetelt. Hároméves szünet után Cher, a Farewell Tour után, visszatért a Caesars Palace-ba egy hároméves szerződéssel, és 200 előadást tartott 2008. május 6-tól kezdődően.

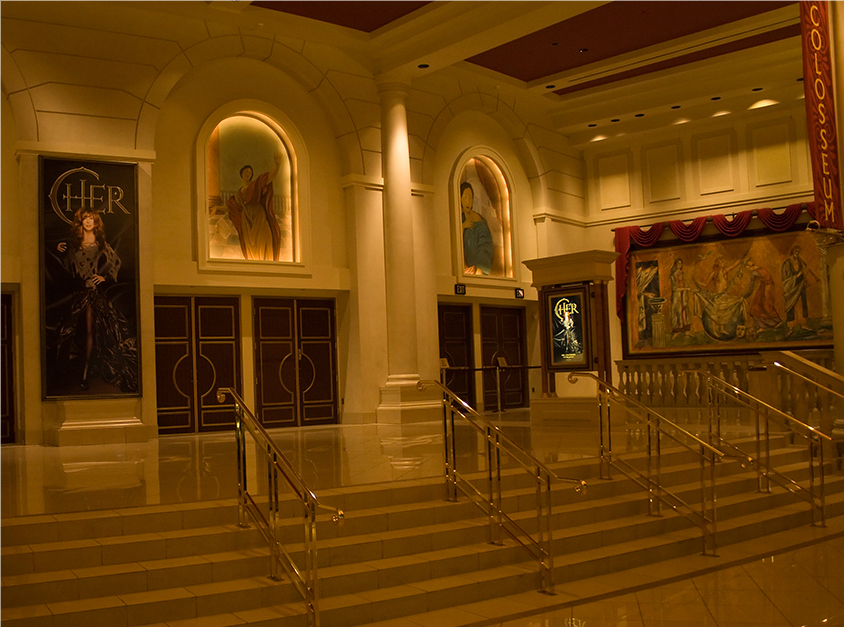
A színházterem bejárata 2008-ban

2009. május 26-án Barack Obama, az Egyesült Államok elnöke fellépett a Colosseumban a A Good Fight című, egyestés műsorban Sheryl Crow, Bette Midler és Rita Rudner társaságában. Az eseményt Nevada szenátora, Harry Reid újraválasztási kampányának támogatására szervezték. Obama látogatása alatt több utcát lezártak, az Augustus-tornyot pedig a Titkosszolgálat biztonsági okokból elzárta. 2011 márciusában Céline Dion visszatért a Colosseumba új, Celine című show-jával, amely szerződés szerint évi 70 fellépést tartalmazott, egészen 2017-ig. 2015-ben Reba McEntire és Brooks & Dunn „Together in Vegas” címmel koncertrezidenciát indítottak a Colosseumban. Az Absinthe egy élő műsor, amelynek premierje 2011. április 1-jén volt a hotel előudvarán. A műsort The Gazillionaire vezeti, akit Voki Kalfayan (korábbi Cirque du Soleil bohóc) alakít, asszisztense Penny Pibbets (Anais Thomassian színésznő). Az előadást egy Spiegeltent nevű sátorban, egy 2,7 méter átmérőjű körszínpadon tartják, a sátor 600 fő befogadására képes, akik összecsukható székeken, a színpad körül ülnek.
A Pussycat Dolls Lounge, a Pure Nightclub részeként, 2005-ben nyílt meg a Caesars Palace-ban. A lounge kialakítása egy régi stílusú sztriptízbárt idézett. A klub központjában egy színpad állt, ahol a „Pussycat Girls” nevű táncosok, akik hálós harisnyában és fűzőben léptek fel, félóránként új táncműsort adtak elő. Időnként hírességek, például Paris Hilton és Christina Aguilera is csatlakoztak vendég „pussycatként”. 2007-ben a Caesars Palace megnyitotta közvetlenül a Pussycat Dolls Lounge-sal szemben a Pussycat Dolls Casino-t. Ennek középpontjában egy ovális játéktér helyezkedett el, ahol ketrecekben két go-go táncos lépett fel a zenére táncolva. 2010 februárjának végén elhagyták a Pure nightklubot, és a Paris Las Vegas komplexumhoz tartozó Chateau nightclubban alakítottak ki új lounge-t számukra.
Az Omnia éjszakai klub 2015 márciusában nyílt meg, és váltotta fel a több mint egy évtizeden át ott működő Pure nightklubot. A 107 millió dolláros bővítés és átalakítás magában foglalta a 3 200 m²-es Pure létesítményt, valamint a szomszédos World of Poker versenytermet is, így egy 7 000 m²-es alapterületű, akár 3 500 fő befogadására alkalmas helyszínt hoztak létre. A Rockwell Group által tervezett klubban színházi fény-, hang- és klímatechnika található, valamint a légi artisták számára kiépített riggingrendszer és járdahidak is helyet kaptak. Az Omnia üzemeltetője a Hakkasan Group.

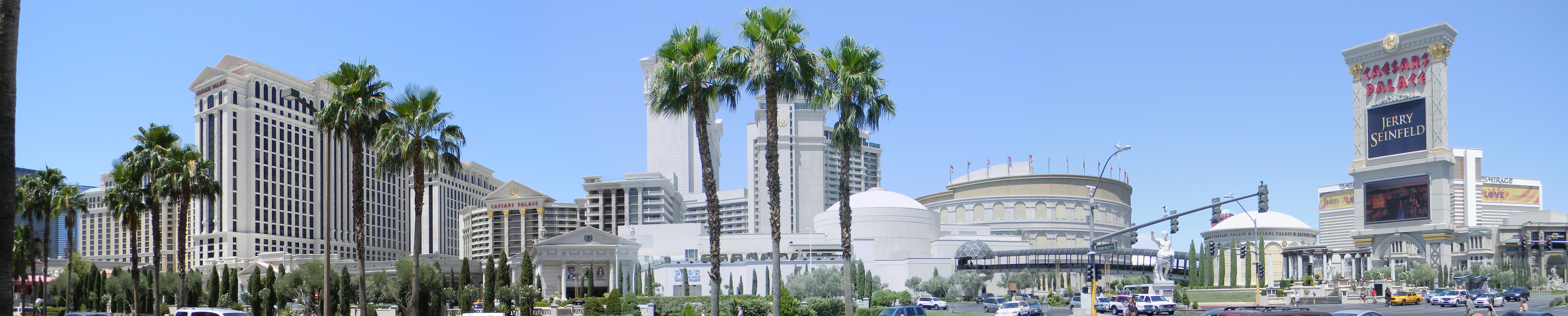
A Caesars Palace